# Franz Bubenzer
Franz Bubenzer (* 3. Mai 1872 in Niederhof, Kreis Gummersbach; † 3. August 1934 in Hannover) war ein deutscher Architekt, Porträtmaler, Schauspieler und Regisseur, Autor und Theaterleiter sowie Fotograf. Er signierte und trat unter dem Künstlernamen Franz Rolan auf.

## Leben

### Familie
Nach dem Tod seiner Mutter im Kindbett wuchs Bubenzer bei seinem Onkel in Hannover auf, was ihm erst als jungem Erwachsenen mitgeteilt wurde. Er war verheiratet mit der Schauspielerin Pauline Fisher (* 21. Mai 1878 in Kassel; † 26. Juni 1964 in Berenbostel), welche unter dem Künstlernamen Paula Nicolai auftrat. Das Paar hatte zwei Kinder; der Sohn Karl Bubenzer war mit Eva Hermanns, der jüngsten Tochter des Malers Rudolf Hermanns, verheiratet, seine Tochter Ilse mit dem Architekten Carl Bauer jr. aus Hannover.

### Werdegang
Franz Bubenzer studierte von 1891 bis 1895 an der Technischen Hochschule Hannover bei Conrad Wilhelm Hase, Hubert Stier und Karl Börgemann. Nebenher war er seit 1894 als Architekt in Bremen tätig und leitete darüber hinaus in Hannover Theateraufführungen mit Studenten des Akademischen Vereins Hannover am Residenztheater und am Opernhaus.
Noch während des Studiums wurde Bubenzer 1895 Mitglied der Hannoverschen Bauhütte. 1896 wechselte er an die Technische Hochschule München, um dort nebenbei an der Kunstakademie  Malerei zu studieren, unter anderem bei Franz Stuck. 1897 studierte Bubenzer wiederum in Hannover.
1898 beteiligte sich Bubenzer an einer Expedition zum Nordpolarmeer, um dort die Bäreninsel zu vermessen. Dabei war ihm jedoch der Abenteurer Theodor Lerner zuvorgekommen, der mittels Vermessung vergeblich versucht hatte, die Insel für das Deutsche Kaiserreich in Besitz zu nehmen.
Von 1901 bis 1910 trat Bubenzer in Berlin als Schauspieler u. a. am Schillertheater (Berlin), mit Raphael Löwenfeld als Direktor, auf und verfasste währenddessen 1908 „eine Denkschrift zur Theatersituation in Hannover“.

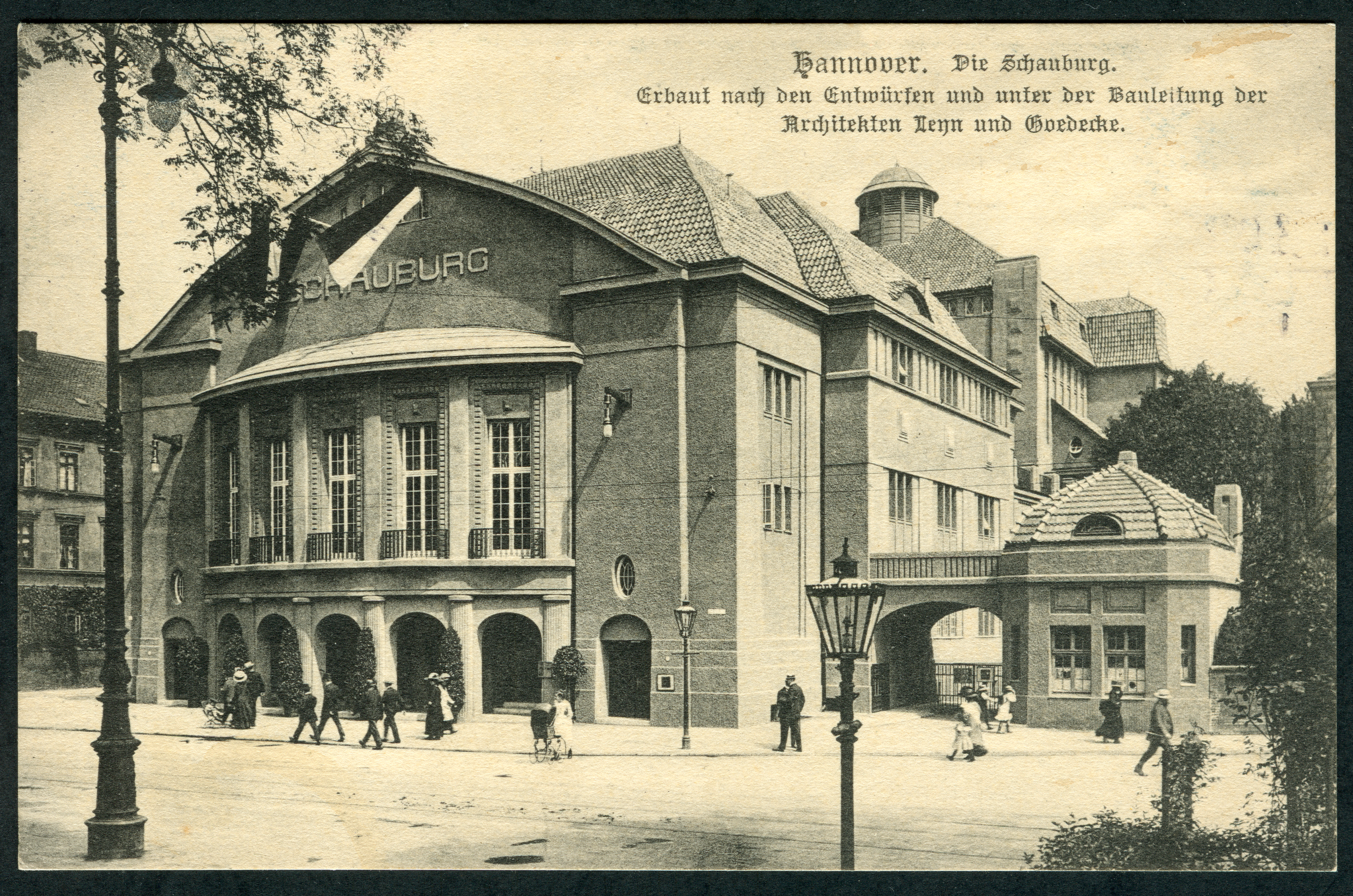
Aufdruck: „Hannover. Die Schauburg. Erbaut nach den Entwürfen und unter der Bauleitung der Architekten Leyn und Goedecke.“ Bubenzer wird nicht erwähnt. (Ansichtskarte Nummer „1011“ von Karl F. Wunder)

Zurück in Hannover, eröffnete Bubenzer 1911 die von ihm selbst und den Architekten Wilhelm Leyn und Rudolf Goedecke erbaute Schauburg (ab 1926: „Städtisches Schauspielhaus“) an der Hildesheimer Straße, die er dann als Direktor und Regisseur leitete.
Im Ersten Weltkrieg wurde Bubenzer nach eigenen Angaben als ungedienter Landsturmmann eingezogen, machte in Namur sein Offiziersexamen als Beobachter im Fesselballon, hatte 4 Fallschirmabsprünge vor dem Feind und kehrte als Leutnant d. R. mit dem E.K.I. 1918 zurück.
Wieder in Hannover, arbeitete Bubenzer ab 1920 als Porträtmaler mit eigenem Atelier im Hansahaus am Aegidientorplatz. 1921 bewarb er sich als Intendant der Städtischen Bühnen, seinerzeit sowohl für das Opernhaus als auch die Schauspielhäuser. Er unterlag jedoch dem vom Berliner Lessingtheater kommenden gebürtigen Hannoveraner Willy Grunwald und schrieb dann, als erklärter Gegner der modernen Theaterentwicklung in Hannover, eine Schmähschrift gegen Willy Grunwald.

## Werke

### Bauten
- 1911: Theater Schauburg in Hannover, Hildesheimer Straße (zusammen mit Rudolf Goedecke und Wilhelm Leyn[3]; 1943 zerstört[12])

### Schriften (unvollständig)
- Willy Grunwald. Eine Charakterstudie. 1926.